# Volfrad Trebinjski
Grof Volfrad Trebinjski (tudi: Volfrad Abensberški) († 1181) je izhajal iz stare alemanske plemiške družine, ki se je imenovala Altshausenskii, Veringenski in Isnyski. Volfrad se je rodil okoli leta 1125 kot drugi sin grofa Mangolda Veringenskega in se poročil s Hemo Breško - sorodnico sv. Heme Krške in zadnjo tega imena. Od takrat se je imenoval po svojem gradu Trebinje na Koroškem pri Beljaku in ustanovil družino Trebinjskih/Trevenskih. Še vedno je imel posesti v svoji švabski domovini - vključno z odvetništvom samostana Isny - kot tudi na Koroškem in tudi 100 hub na vzhodnem Štajerskem, kjer je ustanovil in koloniziral vas Wenigzell.
Volfrad Trebinjski je umrl okoli leta 1181 in ker je bil njegov edini sin Ulrik II. Trebinjski oglejski patriarh od 1161 do 1182, so si njegovo posest po njegovi smrti razdelili. Njegova hči Vilibirg je bila poročena z grofom Henrikom Lechsgemündskim, ki je leta 1207 prodal vse svoje posesti z nekaj izjemami salzburškemu nadškofu.